# SHOOT BOXING 2019 YOUNG CEASAR CUP CENTRAL ＃25
SHOOTBOXING 2018 YOUNG CEASER CUP CENTRAL #25（シュートボクシング 2019 ヤングシーザーカップセントラル #25）は、シュートボクシングの大会の一つ。2019年5月26日、愛知県春日井市で開催された。

## 大会概要
王座挑戦権を懸けた総当たりリーグ戦「CAESAR’S LEAUGE 2019 ランキング戦」が今大会から開幕された。スーパーバンタム級（-55kg）、フェザー級（57.5kg）、新設されたSB最軽量階級のバンタム級（52.5kg）の3階級で実施。

## 試合結果

### アマチュア戦
第1試合 オープニングアマチュアファイト　-53kg契約　2分2R
◯  日本 和田青空 vs.  日本 江場柊斗 ×
2R 終了 判定3-0（20－19、20－19、20－18）
第2試合  オープニングアマチュアファイト　MAX FC提供試合　-69kg契約　2分2R
◯  日本 ケビン・エルナンデス vs.  日本 渡壁晋悟 ×
2R 終了 判定2-1（20－19、19－20、20－19）
第3試合  オープニングアマチュアファイト　-60.0kg契約　2分2R
◯  日本 長谷川尚登 vs.  日本 池末 健 ×
2R 終了 判定3-0（20－19、20－18、20－19）

### 本戦
第4試合  SB日本バンタム級（-52.5㎏）　スターティングルール　2分3R延長2R
◯  日本 羽田翔太 vs.  日本 長谷川大祐 ×
2R 1分55秒 KO（※右フック）
第5試合  女子-68kg契約　スターティングルール　2分3R延長2R
◯  日本 梶田珠来 vs.  日本 超弁慶 ×
3R 終了 判定3-0（30－28、30－29、30－29）
第6試合  女子-51.0kg契約　スターティングルール　チャレンジマッチ　2分3R延長2R
◯  日本 MOMO vs.  日本 ほのか ×
MOMO選手はアマチュア
3R 終了 判定3-0（29－27、29－27、29－28）
第7試合  -61.0kg契約　スターティングルール　2分3R延長2R
◯  日本 TSUTOMU vs.  日本 田中翔太 ×
5R 終了 判定3-0（※三者とも10－9）
第8試合  -53.0kg契約　フレッシュマン特別ルール　3分3R延長2R
◯  日本 磯貝太一 vs.  日本 天翔 ×
1R 1分13秒 TKO（※レフェリーストップ）
第9試合  SB日本スーパーフェザー級ランキング戦　エキスパートクラス特別ルール　3分3R無制限延長R
◯  日本 北川裕紀 vs.  日本 西川創太 ×
2R 2分47秒 TKO（※レフェリーストップ）
第10試合  SHOOT BOXING×REBELS対抗戦　-63kg契約　
エキスパートクラス特別ルール　3分3R延長R
◯  日本 鈴木千裕 vs.  日本 イモトボルケーノ ×
3R 終了 判定3-0（30－26、30－28、30－28）
第11試合  ダブルメインイベント　CAESARS LEAUGE 2019&ランキング戦　SB日本バンタム級（-52.5㎏）　エキスパートクラス特別ルール　3分3R延長無制限R
◯  日本 佐藤執斗 vs.  日本 内藤啓人 ×
4R 終了 KO（※スタンディング肩固め　※本戦は三者とも28ー28）
第12試合  ダブルメインイベント　CAESARS LEAUGE 2019&ランキング戦 　SB日本スーパーバンタム級（-55kg）　エキスパートクラス特別ルール　3分3R延長無制限R
◯  日本 竹野元稀 vs.  日本 二田水敏幸 ×
4R 終了 判定2-0（10－9、10－10、10－9）